# پاتریک بالادی
پاتریک بالادی (انگلیسی: Patrick Baladi؛ زادهٔ ۲۵ دسامبر ۱۹۷۱) بازیگر اهل بریتانیا است. وی از سال ۲۰۰۱ میلادی تاکنون مشغول فعالیت بوده‌است.
از فیلم‌ها یا برنامه‌های تلویزیونی که وی در آن نقش داشته‌است، می‌توان به اداره، بین‌المللی،  نکته باریک، رقص خیابانی، آخرین شانس هاروی، خانواده من، پوآرو، مارپل آگاتا کریستی، شیادها، جنگجو، ورا، تلفات و شتاب اشاره کرد.